# 五峰トゥチャ族自治県
五峰トゥチャ族自治県（ごほう-トゥチャぞく-じちけん）は中華人民共和国湖北省宜昌市に位置する自治県。

## 歴史
旧称は長楽県。1914年（民国3年）1月、五峰県と改称。1984年に民族県に指定され五峰トゥチャ族自治県と改編された。

## 行政区画
- 鎮:漁洋関鎮、仁和坪鎮、長楽坪鎮、五峰鎮、湾潭鎮
- 郷:付家堰郷、牛荘郷、採花郷